# Pegging

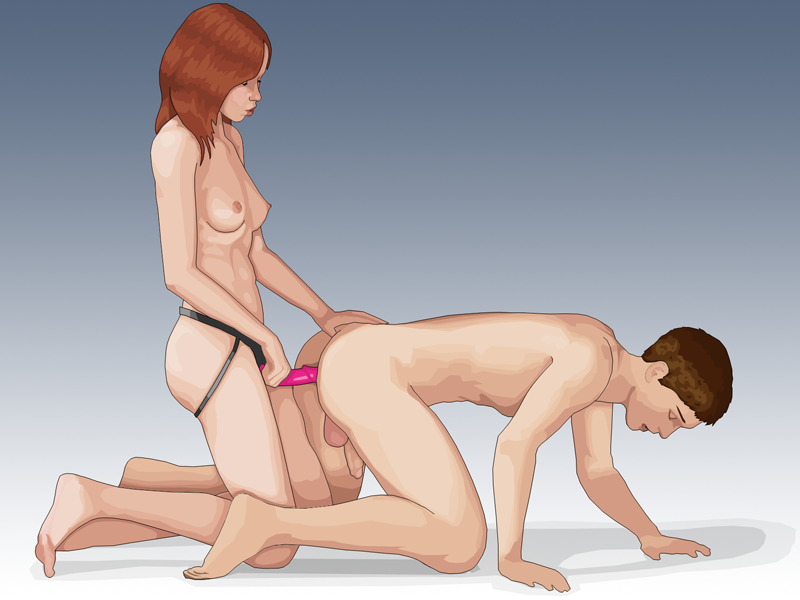
Pegging d'une femme sur un homme.

Le pegging ou chevillage est une pratique sexuelle dans laquelle une personne pénètre l'anus de son ou sa partenaire à l'aide d'un gode ceinture.

## Présentation
Le pegging est généralement défini comme une pratique hétérosexuelle dans laquelle une femme pénètre un homme ; néanmoins, toute personne peut pratiquer le pegging peu importe son genre ou ses organes génitaux.
Cette pratique peut également impliquer la stimulation des organes génitaux masculins,.